# Triphysa nervosa
Triphysa nervosa är en fjärilsart som beskrevs av Victor Ivanovitsch Motschulsky 1866. Triphysa nervosa ingår i släktet Triphysa och familjen praktfjärilar. Inga underarter finns listade i Catalogue of Life.